# Saif al-Adel
Saif al-Adel (arabisch سيف العدل, DMG Saif al-ʿAdl; zu deutsch Schwert der Gerechtigkeit; * 11. April 1960 oder 1963 in Ägypten) ist einer der einflussreichsten ägyptischen Qaida-Führer, er soll im Schura und dem Militärrat von al-Qaida sitzen. Nach Medienberichten soll er Nachfolger des Anfang Mai 2011 getöteten Osama bin Laden gewesen sein.

## Leben
Schon in den 1980er Jahren wurden Al-Adel Verbindungen zu Al-Dschihad und Hizballah Al-Hijaz nachgesagt. Vermutlich war er am Attentat auf Anwar as-Sadat beteiligt.
Ihm wird unter anderem die Beteiligung an den Bombenanschlägen auf zwei US-Botschaften in Afrika 1998 zur Last gelegt. Die USA werfen ihm weiters vor, jene Somalier trainiert zu haben, die 1993 die Schlacht von Mogadischu auslösten.
Ab 2001 hielt er sich mehrere Jahre im schiitischen Iran auf, welcher Natur dieser Aufenthalt und der von Saad bin Laden und Sulaiman Abu Ghaith war (offiziell Inhaftierung) und wie er beendet wurde, darüber herrscht Rätselraten. Laut Medienberichten soll er sich seit dem Herbst 2010 in der pakistanischen Provinz Nordwasiristan aufhalten und als al-Qaidas Militärchef fungieren. Ein Foto zeigt ihn im Jahr 2015 im Iran.
Laut Angaben der ägyptischen Regierung wurde ein zunächst für al-Adel gehaltener Mann am 29. Februar 2012 am Flughafen Kairo-International festgenommen. Dies stellte sich als Verwechslung heraus.
Nach einem Bericht der Vereinten Nationen, wurde er nach dem Tod von Aiman az-Zawahiri im Juli 2022 zum neuen Führer von al-Qaida. Demnach wurde er im Iran untergebracht, angeblich unter Hausarrest.